# Pierre-Louis de La Rochefoucauld
El Beato Pierre-Louis de La Rochefoucauld-Bayers, nacido el 12 de octubre de 1744 en el Logis du Vivier (Saint-Cybard-d'Eyrat) y muerto el 2 de septiembre de 1792 en la cárcel carmelitana (París), es un prelado y político francés del siglo XVIII.
Obispo de Saintes, fue elegido diputado del clero en los Estados Generales de 1789. Habiéndose negado a tomar el juramento constitucional, fue asesinado en septiembre de 1792. Es reconocido por la Iglesia Católica como mártir y beato.

## Biografía
Pierre-Louis de La Rochefoucauld-Bayers es hermano de François-Joseph, futuro obispo de Beauvais. Su padrino y madrina fueron Pierre Galot y Marguerite Bernier, sirvientes de Le Vivier.
Destinado al estado eclesiástico, fue nombrado, en 1770, Antes commendataire de Nanteuil, se convirtió en Agente general del clero de Francia en 1775, y fue llamado a la obispado de Saintes el 14 de octubre de 1781 (confirmado el 10 de diciembre del mismo año). Establece en Saintes un fondo de emergencia contra incendios.
El 26 de marzo de 1789, el clero del senechaussee de Saintes lo eligió diputado a los Estados Generales. Se sentó en minoría, se mostró hostil a las reformas y, después de la sesión, se vio amenazado por sus opiniones antirrevolucionarias (fue uno de los más decididos opositores a la Constitución Civil del Clero), fue a refugiarse con su hermano, el obispo de Beauvais, con su hermana, Abadía de Nuestra Señora de Soissons. Fueron descubiertos allí y regresaron a París.
El obispo de Beauvais, habiendo sido arrestado el 11 de agosto de 1792, el obispo de Saintes pide compartir su cautiverio, y se niega a escapar de la Carmes algunos días antes de la Masacres de septiembre, donde los dos hermanos fueron asesinados.
Está enterrado, junto con las otras personas masacradas, en una fosa común en el cementerio de Saint-Sulpice en Vaugirard.
Fue beatificado (junto con su hermano) el 17 de Octubre de 1926; su fiesta es el 2 de julio.